# Нидерланды на «Евровидении-2007»
Выступление Нидерландов на конкурсе песни Евровидение 2007, которое прошло в столице Финляндии в городе Хельсинки, стало 48-м конкурсом на Евровидении для этой страны. Страну представляла певица Эдсилия Ромбли. Эта исполнительница в 1998 году уже представляла Нидерланды на конкурсе песни Евроивдении.Самое большое Нидерландам (10) баллов дала  Бельгия.

## Исполнитель
Эдсилия Ромбли родилась в Амстердаме в 1978 году, её родители родом из карибских островов Аруба и Кюрасао. В возрасте 13 лет Эдсилия приняла участие в конкурсе талантов в местном футбольном клубе, в котором одержала победу. В 1998 году Эдсилия выступила на Евровидении, победив на национальном отборе и заняв 4-е место на Европейском конкурсе.

## Национальный отбор
Телекомпания Нидерландов выбрала певицу внутренним отбором, а её песня была презентована на специальном шоу 11 февраля.